# Lucas Porcar
Lucas Porcar Teixidó (Sant Cugat del Vallès, 18 febbraio 1990) è un ex calciatore spagnolo, di ruolo centrocampista.

## Carriera

### Club
Prodotto del vivaio dell'Espanyol, fa il suo debutto da calciatore professionista con la seconda squadra catalana.
Nel 2011 viene ingaggiato dal Villarreal, per poi essere aggregato alla squadra riserve, con cui fa il suo debutto nella seconda divisione spagnola contro il Barcellona B, partita vinta per 2-0, andando a segno per la prima volta con la sua nuova squadra.
Durante il calciomercato estivo del 2012 viene ingaggiato a titolo gratuito dal Real Saragozza, per poi essere ceduto il 29 agosto allo Xerez, con la formula del prestito secco, senza aver debuttato con la squadra aragonese.

## Palmarès

### Nazionale
- Campionato d'Europa Under-17: 1

Belgio 2007